# گمینا تارنوویتس
گمینا تارنوویتس (به لهستانی:  Gmina Tarnowiec) یک گمینا در لهستان است که در شهرستان یاسوو واقع شده‌است. گمینا تارنوویتس ۶۳٫۱ کیلومتر مربع مساحت و ۹٬۱۳۰ نفر جمعیت دارد.